# Anoplocheilus rusticus
Anoplocheilus rusticus är en skalbaggsart som beskrevs av Hippolyte Louis Gory och Achille Rémy Percheron 1833. Anoplocheilus rusticus ingår i släktet Anoplocheilus och familjen Cetoniidae. Inga underarter finns listade i Catalogue of Life.